# 홍길순
홍길순은 조선민주주의인민공화국의 탁구 선수였다. 1979년 북한 평양 세계선수권대회에서 단체 은메달을 획득하였다.